# جدول بخش‌بندی دوران‌های تاریخی ژاپن
| تقویم میلادی                                    | اوکیناوا                                             | هوکایدو                                                         | هونشو・شیکوکو・کیوشو                                                                     | هونشو・شیکوکو・کیوشو                                                                     | فرهنگ ژاپنی                                   |             |
| ----------------------------------------------- | ---------------------------------------------------- | --------------------------------------------------------------- | ---------------------------------------------------------------------------------------- | ---------------------------------------------------------------------------------------- | --------------------------------------------- | ----------- |
| چند صد هزار سال پیش ｜ تقریباً ۱۰ هزار سال پیش   | دوران پارینه سنگی                                    | دوران پارینه سنگی                                               | دوران پارینه سنگی                                                                        | دوران پارینه سنگی                                                                        | فرهنگ پارینه سنگی                             |             |
| تقریباً ۱۰ هزار سال پیش ｜ تقریباً ۶ هزار سال پیش |                                                      | دوره جومون （تقریباً ۱۲٬۰۰۰ هزار سال پیش ｜ سده ۳ (پیش از میلاد) | دوره جومون （تقریباً ۱۲٬۰۰۰ هزار سال پیش ｜ سده ۳ (پیش از میلاد)                          | دوره جومون （تقریباً ۱۲٬۰۰۰ هزار سال پیش ｜ سده ۳ (پیش از میلاد)                          | فرهنگ جومون                                   |             |
| تقریباً ۶ هزار سال پیش ｜ سده ۴ (پیش از میلاد)   | دوره کایتزوکا (تقریباً ۶ هزار سال پیش ｜ سده ۱۲)      | دوره جومون （تقریباً ۱۲٬۰۰۰ هزار سال پیش ｜ سده ۳ (پیش از میلاد) | دوره جومون （تقریباً ۱۲٬۰۰۰ هزار سال پیش ｜ سده ۳ (پیش از میلاد)                          | دوره جومون （تقریباً ۱۲٬۰۰۰ هزار سال پیش ｜ سده ۳ (پیش از میلاد)                          | فرهنگ جومون                                   |             |
| سده ۳ (پیش از میلاد)                            | دوره کایتزوکا (تقریباً ۶ هزار سال پیش ｜ سده ۱۲)      | دوره زوکوجومون سده ۲ ｜ سده ۷ میلادی                            | دوره یایویی (سده ۳ (پیش از میلاد) ｜ سده سوم)                                            | دوره یایویی (سده ۳ (پیش از میلاد) ｜ سده سوم)                                            | فرهنگ یایویی                                  |             |
| سده ۲ (پیش از میلاد)                            | دوره کایتزوکا (تقریباً ۶ هزار سال پیش ｜ سده ۱۲)      | دوره زوکوجومون سده ۲ ｜ سده ۷ میلادی                            | دوره یایویی (سده ۳ (پیش از میلاد) ｜ سده سوم)                                            | دوره یایویی (سده ۳ (پیش از میلاد) ｜ سده سوم)                                            | فرهنگ یایویی                                  |             |
| سده ۱ (پیش از میلاد)                            | دوره کایتزوکا (تقریباً ۶ هزار سال پیش ｜ سده ۱۲)      | دوره زوکوجومون سده ۲ ｜ سده ۷ میلادی                            | دوره یایویی (سده ۳ (پیش از میلاد) ｜ سده سوم)                                            | دوره یایویی (سده ۳ (پیش از میلاد) ｜ سده سوم)                                            | فرهنگ یایویی                                  |             |
| سده ۱ (میلادی)                                  | دوره کایتزوکا (تقریباً ۶ هزار سال پیش ｜ سده ۱۲)      | دوره زوکوجومون سده ۲ ｜ سده ۷ میلادی                            | دوره یایویی (سده ۳ (پیش از میلاد) ｜ سده سوم)                                            | دوره یایویی (سده ۳ (پیش از میلاد) ｜ سده سوم)                                            | فرهنگ یایویی                                  |             |
| سده ۲ (میلادی)                                  | دوره کایتزوکا (تقریباً ۶ هزار سال پیش ｜ سده ۱۲)      | دوره زوکوجومون سده ۲ ｜ سده ۷ میلادی                            | دوره یایویی (سده ۳ (پیش از میلاد) ｜ سده سوم)                                            | دوره یایویی (سده ۳ (پیش از میلاد) ｜ سده سوم)                                            | فرهنگ یایویی                                  |             |
| سده ۳ (میلادی)                                  | دوره کایتزوکا (تقریباً ۶ هزار سال پیش ｜ سده ۱۲)      | دوره زوکوجومون سده ۲ ｜ سده ۷ میلادی                            | دوره یایویی (سده ۳ (پیش از میلاد) ｜ سده سوم)                                            | دوره یایویی (سده ۳ (پیش از میلاد) ｜ سده سوم)                                            | فرهنگ یایویی                                  |             |
| سده ۴ (میلادی)                                  | دوره کایتزوکا (تقریباً ۶ هزار سال پیش ｜ سده ۱۲)      | دوره زوکوجومون سده ۲ ｜ سده ۷ میلادی                            | دوره کوفون （نیمه دوم سده سوم・نیمه اول سده چهارم ｜ نیمه اول سده هفتم・اوایل سده هشتم） | دوره کوفون （نیمه دوم سده سوم・نیمه اول سده چهارم ｜ نیمه اول سده هفتم・اوایل سده هشتم） | فرهنگ کُوفون                                   | فرهنگ کُوفون |
| سده ۵ (میلادی)                                  | دوره کایتزوکا (تقریباً ۶ هزار سال پیش ｜ سده ۱۲)      | دوره زوکوجومون سده ۲ ｜ سده ۷ میلادی                            | دوره کوفون （نیمه دوم سده سوم・نیمه اول سده چهارم ｜ نیمه اول سده هفتم・اوایل سده هشتم） | دوره کوفون （نیمه دوم سده سوم・نیمه اول سده چهارم ｜ نیمه اول سده هفتم・اوایل سده هشتم） | فرهنگ کُوفون                                   | فرهنگ کُوفون |
| سده ۶ (میلادی)                                  | دوره کایتزوکا (تقریباً ۶ هزار سال پیش ｜ سده ۱۲)      | دوره زوکوجومون سده ۲ ｜ سده ۷ میلادی                            | دوره کوفون （نیمه دوم سده سوم・نیمه اول سده چهارم ｜ نیمه اول سده هفتم・اوایل سده هشتم） | دوره کوفون （نیمه دوم سده سوم・نیمه اول سده چهارم ｜ نیمه اول سده هفتم・اوایل سده هشتم） | فرهنگ کُوفون                                   | فرهنگ کُوفون |
| سده ۷ (میلادی)                                  | دوره کایتزوکا (تقریباً ۶ هزار سال پیش ｜ سده ۱۲)      | دوره زوکوجومون سده ۲ ｜ سده ۷ میلادی                            | دوره آسوکا (اواخر سده ۶ - سال ۷۱۰)                                                       | دوره آسوکا (اواخر سده ۶ - سال ۷۱۰)                                                       | فرهنگ آسوکا                                   |             |
| سده ۷ (میلادی)                                  | دوره کایتزوکا (تقریباً ۶ هزار سال پیش ｜ سده ۱۲)      | دوره ساتسومون (سده ۷ - سده ۱۳)                                  | دوره آسوکا (اواخر سده ۶ - سال ۷۱۰)                                                       | دوره آسوکا (اواخر سده ۶ - سال ۷۱۰)                                                       | فرهنگ هاکوهو                                  |             |
| سده ۸ (میلادی)                                  | دوره کایتزوکا (تقریباً ۶ هزار سال پیش ｜ سده ۱۲)      | دوره ساتسومون (سده ۷ - سده ۱۳)                                  | دوره نارا (۷۹۴ - ۷۱۰)                                                                    | دوره نارا (۷۹۴ - ۷۱۰)                                                                    | فرهنگ تنپیو                                   |             |
| سده ۹ (میلادی)                                  | دوره کایتزوکا (تقریباً ۶ هزار سال پیش ｜ سده ۱۲)      | دوره ساتسومون (سده ۷ - سده ۱۳)                                  | دوره هی‌آن (۱۱۸۵ - ۷۹۴)                                                                   | دوره هی‌آن (۱۱۸۵ - ۷۹۴)                                                                   | فرهنگ کونین・جوگان فرهنگ کوکوفو فرهنگ اینسیکی |             |
| سده ۱۰ (میلادی)                                 | دوره کایتزوکا (تقریباً ۶ هزار سال پیش ｜ سده ۱۲)      | دوره ساتسومون (سده ۷ - سده ۱۳)                                  | دوره هی‌آن (۱۱۸۵ - ۷۹۴)                                                                   | دوره هی‌آن (۱۱۸۵ - ۷۹۴)                                                                   | فرهنگ کونین・جوگان فرهنگ کوکوفو فرهنگ اینسیکی |             |
| سده ۱۱ (میلادی)                                 | دوره کایتزوکا (تقریباً ۶ هزار سال پیش ｜ سده ۱۲)      | دوره ساتسومون (سده ۷ - سده ۱۳)                                  | دوره هی‌آن (۱۱۸۵ - ۷۹۴)                                                                   | دوره هی‌آن (۱۱۸۵ - ۷۹۴)                                                                   | فرهنگ کونین・جوگان فرهنگ کوکوفو فرهنگ اینسیکی |             |
| سده ۱۲ (میلادی)                                 | دوره گوسوکو (سده ۱۲ - سده ۱۴ )                       | دوره ساتسومون (سده ۷ - سده ۱۳)                                  | دوره کاماکورا (۱۱۳۳ - ۱۱۸۵)                                                              | دوره کاماکورا (۱۱۳۳ - ۱۱۸۵)                                                              | فرهنگ کاماکورا                                |             |
| سده ۱۳ (میلادی)                                 | دوره گوسوکو (سده ۱۲ - سده ۱۴ )                       | دوره آینو                                                       | دوره کاماکورا (۱۱۳۳ - ۱۱۸۵)                                                              | دوره کاماکورا (۱۱۳۳ - ۱۱۸۵)                                                              | فرهنگ کاماکورا                                |             |
| سده ۱۴ (میلادی)                                 | دوره گوسوکو (سده ۱۲ - سده ۱۴ )                       | دوره آینو                                                       | دوره کاماکورا (۱۱۳۳ - ۱۱۸۵)                                                              | دوره کاماکورا (۱۱۳۳ - ۱۱۸۵)                                                              | فرهنگ کاماکورا                                |             |
| دوره سان‌زان (۱۴۲۹ - سده ۱۴)                     | تجدید حیات کن‌مو (۱۳۳۵ - ۱۳۳۳)                        | تجدید حیات کن‌مو (۱۳۳۵ - ۱۳۳۳)                                   |                                                                                          |                                                                                          |                                               |             |
| دوره سان‌زان (۱۴۲۹ - سده ۱۴)                     | دوره موروماچی (۱۵۷۳ - ۱۳۳۶)                          | دوره آینو                                                       | دوره نان‌بوکو–چو (۱۳۹۲ - ۱۳۳۶)                                                            | فرهنگ کیتایاما                                                                           |                                               |             |
| سده ۱۵ (میلادی)                                 | دوره موروماچی (۱۵۷۳ - ۱۳۳۶)                          | دوره آینو                                                       | اولین دودمان شو (۱۴۶۹ - ۱۴۲۹)                                                            |                                                                                          |                                               |             |
| سده ۱۶ (میلادی)                                 | دوره موروماچی (۱۵۷۳ - ۱۳۳۶)                          | دوره آینو                                                       | دومین دودمان شو (۱۸۷۹ - ۱۴۶۹) سلطهٔ قلمروی ساتسوما (۱۸۷۲ - ۱۶۰۹)                          | دوره سن‌گوکو (۱۵۷۳ - ۱۴۹۳)                                                                | فرهنگ هیگاشی‌یاما                              |             |
| سده ۱۶ (میلادی)                                 | دوره آزوچی–مومویاما (۱۶۰۳ - ۱۵۷۳)                    | دوره آزوچی–مومویاما (۱۶۰۳ - ۱۵۷۳)                               | دومین دودمان شو (۱۸۷۹ - ۱۴۶۹) سلطهٔ قلمروی ساتسوما (۱۸۷۲ - ۱۶۰۹)                          | فرهنگ مومویاما                                                                           |                                               |             |
| سده ۱۷ (میلادی)                                 | دوره ادو (۱۸۶۸ - ۱۶۰۳)                               | دوره ادو (۱۸۶۸ - ۱۶۰۳)                                          | دوره ادو (۱۸۶۸ - ۱۶۰۳)                                                                   | فرهنگ کان‌ای                                                                              |                                               |             |
| سده ۱۸ (میلادی)                                 | دوره ادو (۱۸۶۸ - ۱۶۰۳)                               | دوره ادو (۱۸۶۸ - ۱۶۰۳)                                          | دوره ادو (۱۸۶۸ - ۱۶۰۳)                                                                   | فرهنگ کنروکو                                                                             |                                               |             |
| سده ۱۹ (میلادی)                                 | دوره ادو (۱۸۶۸ - ۱۶۰۳)                               | دوره ادو (۱۸۶۸ - ۱۶۰۳)                                          | دوره ادو (۱۸۶۸ - ۱۶۰۳)                                                                   | فرهنگ کاسی                                                                               |                                               |             |
| سده ۱۹ (میلادی)                                 | دوره میجی (۱۹۶۸ - ۱۹۱۲)                              | دوره میجی (۱۹۶۸ - ۱۹۱۲)                                         | دوره میجی (۱۹۶۸ - ۱۹۱۲)                                                                  | دوره میجی (۱۹۶۸ - ۱۹۱۲)                                                                  | بونمی کایکا                                   |             |
| سده ۲۰ (میلادی)                                 | دوره تایشو (۱۹۱۲ - ۱۹۲۶)                             | دوره تایشو (۱۹۱۲ - ۱۹۲۶)                                        | دوره تایشو (۱۹۱۲ - ۱۹۲۶)                                                                 | دوره تایشو (۱۹۱۲ - ۱۹۲۶)                                                                 |                                               |             |
| سده ۲۰ (میلادی)                                 | دوره شووا ۱۹۸۹ - ۱۹۲۶)                               |                                                                 |                                                                                          |                                                                                          |                                               |             |
| سده ۲۰ (میلادی)                                 | اوکیناوا تحت حکومت ایالات متحده آمریکا (۱۹۷۲ - ۱۹۴۵) |                                                                 |                                                                                          |                                                                                          |                                               |             |
| سده ۲۰ (میلادی)                                 |                                                      |                                                                 |                                                                                          |                                                                                          |                                               |             |
| سده ۲۰ (میلادی)                                 | دوره هیسه‌ای (- - ۱۹۸۹)                               |                                                                 |                                                                                          |                                                                                          |                                               |             |
| سده ۲۱ (میلادی)                                 |                                                      |                                                                 |                                                                                          |                                                                                          |                                               |             |